# Lista cărților interzise de guverne

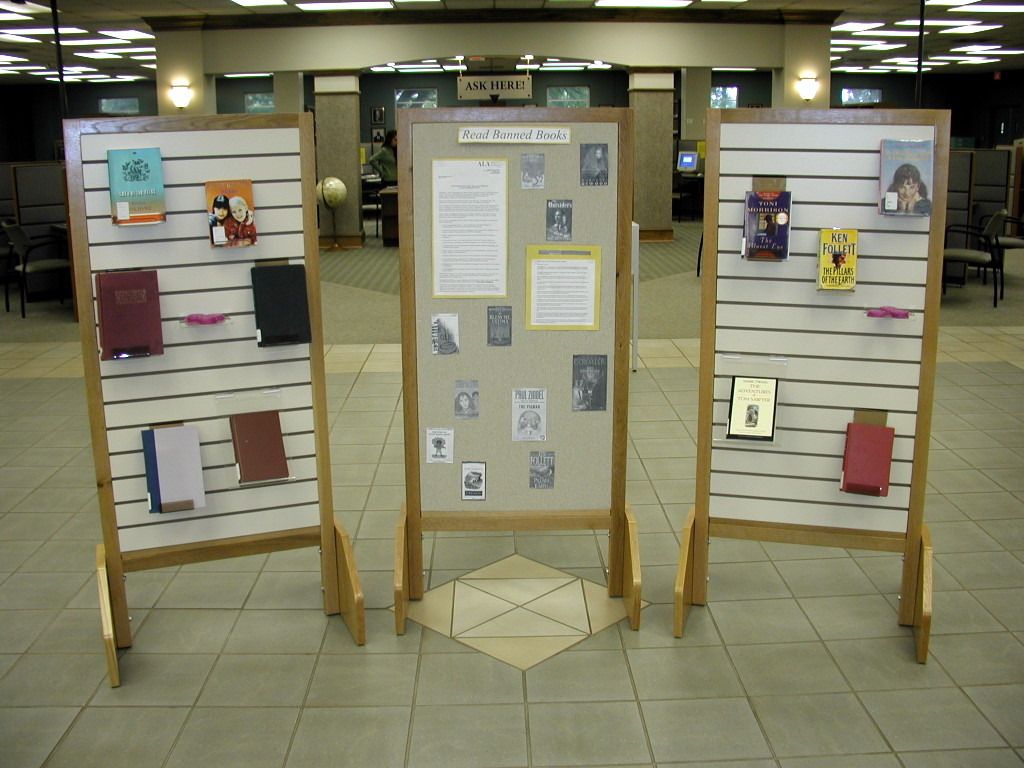
Expoziție de foste cărți interzise la o bibliotecă din SUA

Cărțile interzise sunt cărți sau alte lucrări tipărite, cum ar fi eseuri sau piese de teatru, care au fost interzise de lege sau la care accesul liber a fost restricționat prin alte mijloace. Practica interzicerii cărților este o formă de cenzură, din motive politice, juridice, religioase, morale sau comerciale. Acest articol enumeră cărți și lucrări notabile interzise, oferind un context scurt pentru motivul pentru care fiecare carte a fost interzisă. Cărțile interzise includ lucrări de ficțiune, cum ar fi romane, poezii și piese de teatru și lucrări de non-ficțiune, precum biografii și dicționare.
Deoarece a existat un număr mare de cărți interzise, unele edituri au căutat să publice aceste cărți. Cele mai cunoscute exemple sunt Parisian Obelisk Press, care a publicat romanul cu temă sexuală al lui Henry Miller, Tropicul Cancerului, și Olympia Press, care a publicat Prânzul dezgolit al lui William S. Burroughs. Ambele edituri, prima condusă de Jack Kahane, iar a doua de fiul acestuia, Maurice Girodias, s-au axat în acea perioadă pe publicarea unor cărți în limba engleză care erau interzise în Marea Britanie și în Statele Unite. Ruedo iberico, o editură din Paris, a publicat cărți interzise în Spania în timpul dictaturii lui Francisco Franco. Literatura rusă interzisă în perioada sovietică a fost publicată în afara Rusiei.
Multe țări din întreaga lume au propriile metode de restricționare a accesului la cărți, deși interdicțiile variază izbitor de la o țară la alta.
În ciuda opoziției din partea American Library Association (ALA), în biblioteci publice sau școlare din SUA unele cărți continuă să fie interzise. De regulă, aceasta se întâmplă în urma plângerilor părinților, care consideră că anumite cărți nu sunt potrivite pentru copiii lor (de exemplu, cărți cu descrieri ale persoanelor LGBTQ+, cum ar fi Gender Queer: A Memoir). În multe biblioteci, inclusiv Biblioteca Britanică și Biblioteca Congresului SUA, cărțile erotice sunt repartizate în colecții separate, în săli de lectură cu acces restricționat. În unele biblioteci, poate fi necesară o aplicație specială pentru a citi anumite cărți. Bibliotecile evită uneori să cumpere cărți controversate, iar opiniile personale ale bibliotecarilor au afectat uneori selecția cărților.
Următoarea listă de țări include state istorice care nu mai există.

## Biblia
Distribuirea, promovarea diferitelor versiuni biblice și versete sau traduceri considerate incorecte, au fost interzise sau împiedicate de-a lungul istoriei sale. Cei care nu au respectat cenzura Bibliei au fost uneori pedepsiți cu închisoare, muncă forțată, alungare și execuție, precum și cu distrugerea sau confiscarea Bibliilor. În cele mai multe cazuri, acest lucru a fost legat de faptul că acestea erau considerate incorecte și diferite de canonul acceptat în cadrul religiei, însă există în continuare cazuri în care Biblia este interzisă în anumite zone.

## Africa de Sud
| Titlu                                   | Autor(i)                                  | Anul publicării | Gen                              | Observații |
| --------------------------------------- | ----------------------------------------- | --------------- | -------------------------------- | --- |
| Frankenstein                            | Mary Shelley                              | 1818            | roman                            | Interzis în timpul apartheidului din Africa de Sud pentru conținutul de material „obscen” și „indecent”.                     |
| The Lottery                             | Shirley Jackson                           | 1948            | povestire                        | Interzisă în timpul apartheidului.                                                                                           |
| Lolita                                  | Valdimir Nabokov                          | 1955            | roman                            | Interzis pentru conținutul „obscen”.                                                                                         |
| O lume de străini                       | Nadine Gordimer                           | 1958            | roman                            | Interzis pentru că a criticat apartheidul.                                                                                   |
| Why We Can't Wait                       | Martin Luther King Jr.                    | 1964            | non-ficțiune                     | Interzis pentru critica la adresa supremației rasei albe.                                                                    |
| The First Book of Africa                | Langston Hughes                           | 1964            | non-ficțiune, carte pentru copii | Interzis pentru promovarea culturii negrilor africani.                                                                       |
| Autobiografia lui Malcolm X             | Malcolm X și Alex Haley                   | 1965            | non-ficțiune                     | Interzis pentru critica la adresa supremației rasei albe.                                                                    |
| Black Power: The Politics of Liberation | Stokely Carmichael și Charles V. Hamilton | 1967            | non-ficțiune                     | Interzis pentru critica la adresa supremației rasei albe.                                                                    |
| Soul on Ice                             | Eldridge Cleaver                          | 1968            | non-ficțiune                     | Interzis pentru critica la adresa supremației rasei albe și pentru conținutul sexual.                                        |
| Biblia satanică                         | Anton LaVey                               | 1969            | text religios                    | Interzis în timpul apartheid-ului (1973-1993) din motive religioase.                                                         |
| The Struggle Is My Life                 | Nelson Mandela                            | 1978            | non-ficțiune                     | Interzis în timpul apartheid-ului african până în 1990.                                                                      |
| Fiica lui Burger                        | Nadine Gordimer                           | 1979            | roman                            | Interzis în iulie 1979 pentru critica la adresa politicii rasiale a guvernului Africii de Sud, până în octombrie același an. |
| Oamenii lui July                        | Nadine Gordimer                           | 1981            | roman                            | Interzis în timpul apartheid-ului din Africa de Sud; în prezent, cartea face parte din programa școlară.                     |

## Albania
| Titlu                  | Autor(i)      | Anul publicării | Gen   | Observații                             |
| ---------------------- | ------------- | --------------- | ----- | -------------------------------------- |
| Përbindëshi (Monstrul) | Ismail Kadare | 1965-1990       | roman | Interzis timp de 25 de ani în Albania. |

## Arabia Saudită
| Titlu                                   | Autor(i)                     | Anul publicării    | Gen               | Observații |
| --------------------------------------- | ---------------------------- | ------------------ | ----------------- | --- |
| Queen of Sheba and Biblical Scholarship | Bernard Leeman               |                    | istorie           | În prezent, interzis în Arabia Saudită pentru că sugerează că evreii au originea în Yemen, iar succesorii lor israeliți și-au stabilit regatele originale din Israel și Iudeea înainte de 586 î.Hr. între Medina și Yemen. |
| Goat Days                               | Benyamin & Joseph Koyippally | 2008               | roman             | Momentan interzis în Arabia Saudită. |
| Fazail-e-Amaal                          | Muhammad Zakariya Kandhlawi  | între 1920 și 1950 | evanghelism sufit | Momentan interzis în Arabia Saudită. |

## Argentina
| Titlu  | Autor(i)         | Anul publicării | Gen   | Observații                        |
| ------ | ---------------- | --------------- | ----- | --------------------------------- |
| Lolita | Vladimir Nabokov | 1955            | roman | Interzis pentru că este „obscen”. |

## Australia
| Titlu                               | Autor(i)                         | Anul publicării | Gen                                     | Observații |
| ----------------------------------- | -------------------------------- | --------------- | --------------------------------------- | --- |
| Decameronul                         | Giovanni Boccaccio               | 1353            | povestiri                               | Interzis în Australia din 1927 până în 1936 și din 1938 până în 1973. |
| O sută douăzeci de zile ale Sodomei | Marchizul de Sade                | 1789            | roman                                   | Interzis de Guvernul Australiei pentru obscenitate. |
| Povestiri hazlii                    | Honoré de Balzac                 | 1837            | povestiri                               | Interzis pentru obscenitate din 1901 până în 1923 și din 1928 până în1973. |
| The Straits Impregnable             | Sydney Loch                      | 1916            | autobiografie ficțională                | Prima ediție publicată ca roman, a doua ediție interzisă de cenzura militară în Australia, prin actul emis în 1914, în contextul Primului Război Mondial.                                                                                       |
| Amantul doamnei Chatterley          | D. H. Lawrence                   | 1928            | roman                                   | Interzis din 1929 până în 1965. |
| Rowena Goes Too Far                 | H. C. Asterley                   | 1931            | roman                                   | Interzis în Australia pentru obscenitate. |
| Minunata lume nouă                  | Aldous Huxley                    | 1932            | roman                                   | Interzis în Australia din 1932 până în 1937. |
| The Cautious Amorist                | Norman Lindsay                   | 1932            | roman                                   | Interzis în Australia din 1933 până în 1953. |
| Age of Consent                      | Norman Lindsay                   | 1938            | roman                                   | Interzis pentru scurt timp în Australia, în 1938. |
| Forever Amber                       | Kathleen Winsor                  | 1944            | roman                                   | Interzis în 1945 pentru „obsesia pentru sex”. |
| Borstal Boy                         | Brendan Behan                    | 1958            | roman autobiografic                     | Interzis la scurt timp după interzicerea în Irlanda în 1958. |
| Altă țară                           | James Baldwin                    | 1962            | roman                                   | Interzis în Australia de Commonwealth în februarie 1963. Comisia de cenzură literară a descris cartea „plină de epitete și aluzii indecente, ofensive și murdare”, însă a recomandat-o „pentru mințile avizate”. A fost interzisă până în 1966. |
| Ecstasy and Me                      | Hedy Lamarr                      | 1966            | autobiografie                           | Interzis în Australia din1967 până în 1973. |
| The World Is Full of Married Men    | Jackie Collins                   | 1968            | roman                                   | Interzis în Australia în 1968. |
| Armăsarul                           | Jackie Collins                   | 1969            | roman                                   | Interzis în Australia în 1969. |
| The Anarchist Cookbook              | William Powell                   | 1971            | manual cu instrucțiuni                  | Interzis în Australia pentru că „promova și incita la crimă sau acte de violență”. |
| How to make disposable silencers    | Desert și Eliezer Flores         | 1984            | manual cu instrucțiuni                  | Interzis în Australia pentru că „promova și incita la crimă sau acte de violență”. |
| American Psycho                     | Bret Easton Ellis                | 1991            | roman                                   | Vânzarea și cumpărarea au fost interzise în Queensland. În prezent este disponibil în bibliotecile publice și spre vânzare pentru persoanele peste 18 ani. În celelalte state australiene vânzarea este interzisă persoanelor sub 18 ani.       |
| A Sneaking Suspicion                | John Dickson                     | 1995            | text religios                           | Interzis de Departamentul de Educație din Noul Wales de Sud în școlile de stat pe 6 mai 2015, deoarece „prezintă risc pentru elevi dacă nu este predat corespunzător vârstei”. Interdicția a fost anulată pe 18 mai 2015.                       |
| The Peaceful Pill Handbook          | Philip Nitschke și Fiona Stewart | 2007            | manual cu instrucțiuni despre eutanasie | Inițial cartea a fost cenzurată în Australia, iar după recenzia ediției din 2007 a fost interzisă definitiv. |
| You: An Introduction                | Michael Jensen                   | 2008            | text religios                           | Interzis de Departamentul de Educație din Noul Wales de Sud în școlile de stat pe 6 mai 2015, deoarece „prezintă risc pentru elevi dacă nu este predat corespunzător vârstei”. Interdicția a fost anulată pe 18 mai 2015.                       |
| No Game No Life (Volumele 1, 2, 9)  | Yuu Kamiya                       | 2012-2016       | roman                                   | Volumele light novel au fost interzise în Australia deoarece pot fi „jignitoare pentru un adult rațional, pentru o persoană care este, ori pare a fi, un copil sub 18 ani”.                                                                     |

## Austria
| Titlu                         | Autor(i)                   | Anul publicării | Gen              | Observații |
| ----------------------------- | -------------------------- | --------------- | ---------------- | --- |
| Suferințele tânărului Werther | Johann Wolfgang von Goethe | 1774            | roman            | Interzis de autoritățile din teritoriile austriece conduse de Monarhia Habsburgică.                                                      |
| Opere                         | Karl Marx                  | 1841-1883       | non-ficțiune     | Toate scrierile lui Marx au fost interzise în Austria după anexarea acesteia de către Germania nazistă.                                  |
| Opere                         | Albert Einstein            | 1901-1938       | non-ficțiune     | Toate scrierile lui Einstein publicate până în 1938 au fost interzise în Austria după anexarea acesteia de către Germania nazistă.       |
| Mein Kampf                    | Adolf Hitler               | 1925            | manifest politic | În Austria, prin actul de prohibiție Verbotsgesetz 1947 s-a interzis tipărirea cărții. Este ilegală deținerea sau distribuirea de copii. |

## Bangladesh
| Titlu              | Autor(i)               | Anul publicării | Gen           | Observații |
| ------------------ | ---------------------- | --------------- | ------------- | --- |
| Amar Fashi Chai    | Motiur Rahman Rentu    | 26 martie 1999  | politică      | Cartea a fost interzisă în contextul socio-politic din Bangladesh, de prim-ministrul Sheikh Hasina, deoarece prezintă trăsături similare acesteia. |
| Rangila Rasul      | Pandit M. A. Chamupati | 1927            | text religios | Interzis în India, Pakistan și Bangladesh. |
| Versetele satanice | Salman Rushdie         | 1998            | roman         | Interzis pentru blasfemie la adresa islamului, iar scriitorul a primit o fatwā pentru această pretinsă blasfemie. |
| Naree              | Humayun Azad           | 1992            | critică       | Interzis în Bangladesh în 1995, însă a fost anulată interdicția în 2000. |
| Lajja              | Taslima Nasrin         | 1993            | roman         | Interzis în Bangladesh și în alte câteva state din India. Și alte cărți ale acestei autoare au fost interzise în Bangladesh sau în statul Bengalul de Vest. Amar Meyebela (Copiăria mea, 2002), primul ei roman autobiografic, a fost interzis de guvernul din Bangladesh pentru „comentarii nesăbuite” împotriva islamului și a profetului Mahomed. Utal Hawa (Vântul sălbatic), a doua parte a autobiografiei sale, a fost nterzis de guvernul din Bangladesh în 2002. Ka (Vorbește), a treia parte a autobiografiei, a fost interzis de Curtea Supremă din Bangladesh în 2003. În urma presiunii activiștilor indieni musulmani, cartea, care fusese publicată în Bengalul de Vest sub titlul Dwikhandita, a fost interzisă și acolo; aproximativ 3.000 de exemplare au fost confiscate pe loc. Decizia de a interzice cartea a fost criticată de unii autori din Bengalul de Vest, însă abia în 2005 a fost anulată interdicția. Sei Sob Ondhokar (Acele zile întunecate), a patra parte a autobiografiei, a fost interzis de guvernul din Bangladesh în 2004. |

## Belgia
| Titlu                                          | Autor(i)           | Anul publicării | Gen   | Observații |
| ---------------------------------------------- | ------------------ | --------------- | ----- | --- |
| Uitgeverij Guggenheimer (Editura Guggenheimer) | Herman Brusselmans | 1999            | roman | Interzis în Begia deoarece acest roman satiric a jignit-o pe creatoarea de modă Ann Demeulemeester, prin comentarii malițioase despre înfățișarea ei fizică și profesie. S-a hotărât în instanță că această carte rerpezintă o insultă la viața privată și a fost scoasă de la vânzare. |

## Bosnia și Herțegovina
| Titlu          | Autor(i)                        | Anul publicării | Gen              | Observații                                                     |
| -------------- | ------------------------------- | --------------- | ---------------- | -------------------------------------------------------------- |
| Gorski vijenac | Petar al II-lea Petrović-Njegoš | 1847            | piesă în versuri | Interzisă în școlile bosniace de diplomatul Carlos Westendorp. |

## Brazilia
| Titlu          | Autor(i)      | Anul publicării | Gen       | Observații |
| -------------- | ------------- | --------------- | --------- | --- |
| Feliz Ano Novo | Rubem Fonseca | 1975            | povestiri | Interzis în Brazilia în timpul dictaturii militare prin ordin al ministrului justiției de atunci, Armando Falcão, sub acuzația de „atacare a moralității și a bunelor obiceiuri”. Autorul cărții, Rubem Fonseca, a intentat un proces împotriva guvernului brazilian. În 1980, cazul a fost judecat pentru prima dată, iar judecătorul a menținut interdicția, susținând că lucrarea a incitat la violență. Interdicția a fost ridicată în 1985, odată cu sfârșitul dictaturii militare, dar cartea a beneficiat de o nouă ediție abia în 1989, când Fonseca a făcut recurs și a câștigat cauza în instanță. |

## Canada
| Titlu                                        | Autor(i)                      | Anul publicării | Gen                          | Observații |
| -------------------------------------------- | ----------------------------- | --------------- | ---------------------------- | --- |
| Povestiri hazlii                             | Honoré de Balzac              | 1837            | povestiri                    | Interzis pentru obscenitate în 1914. |
| Amantul doamnei Chatterley                   | D. H. Lawrence                | 1928            | roman                        | Ediția neexpurgată din Statele Unite a putut fi importată de McClelland & Stewart în 1959. Statutul cărții ca publicație obscenă a fost rezolvat mai târziu, în 1962, printr-o decizie a Curții Supreme a Canadei. |
| By Grand Central Station I Sat Down and Wept | Elizabeth Smart               | 1945            | proză poetică autobiografică | Interzisă în Canada din 1945 până în 1975 în contextul influenței politice a familiei Smart, din cauza relatării unei aventuri amoroase extraconjugale în care fusese implicată această familie. |
| Cei goi și cei morți                         | Norman Mailer                 | 1948            | roman                        | Interzis în Canada în 1949 pentru „obscenitate”. |
| Lolita                                       | Vladimir Nabokov              | 1955            | roman                        | Interzis în Canada în 1956. Cenzura nu a afectat importarea ediției publicate de editura G. P. Putnam's Sons și a fost anulată în 1958. |
| Peyton Place                                 | Grace Metalious               | 1956            | roman                        | Interzis în Canada din 1956 până în 1958. |
| How to Kill (foileton)                       | John Minnery                  | 1973            | instrucțiuni                 | Interzis în Canada în 1977. |
| The Hoax of the Twentieth Century            | Arthur Butz                   | 1976            | non-ficțiune                 | Considerat „literatură de ură” în Canada, iar reprezentanții Royal Canadian Mounted Police au distrus mai multe exemplare până în 1995. |
| Caietele lui Turner                          | William Luther Pierce         | 1978            | roman                        | Considerat „literatură de ură” în Canada, a fost interzisă importarea în țară. |
| Lethal Marriage                              | Nick Pron                     | 1995            | crimă                        | Cartea a fost scrisă de un jurnalist și relatează cazul Paul Bernardo și Karla Homolka, însă deoarece s-a pretins că ar conține și neadevăruri, biblioteca din St. Catharines a primit plângeri de la mama uneia dintre victime și astfel cartea a fost scoasă din toate bibliotecile publice din oraș. Până în 1999 cartea nu a fost disponibilă pentru bibliotecile publice din St. Catharines. |
| Lost Girls                                   | Alan Moore and Melinda Gebbie | 2006            | roman grafic                 | Inițial, la publicarea din 2006 a fost interzis importul acestei cărți. Interdicția a fost anulată în octombrie 2006, în urma apelului făcut de editură la Canada Border Services Agency, prin care s-a stabilit că nu este o carte obscenă din punct de vedre legal. |

## Chile
| Titlu                               | Autor(i)                          | Anul publicării | Gen          | Observații |
| ----------------------------------- | --------------------------------- | --------------- | ------------ | --- |
| How to Read Donald Duck             | Ariel Dorfman și Armand Mattelart | 1971            | non-ficțiune | Interzis în Chile în timpul dictaturii lui Pinochet. Armata chiliană a ars public exemplare ale cărții. |
| Casa Spiritelor                     | Isabel Allende                    | 1982            | roman        | Interzis în Chile în timpul dictaturii lui Pinochet. |
| Venele deschise ale Americii Latine | Eduardo Galeano                   | 1971            | non-ficțiune | |
| Clandestin în Chile                 | Gabriel García Márquez            | 1986            | non-ficțiune | Interzis în Chile în timpul dictaturii lui Pinochet. La 28 noiembrie 1986, autoritățile vamale chiliene au confiscat aproape 15.000 de exemplare, care au fost ulterior arse de autoritățile militare din Valparaíso. |

## China
| Titlu | Autor(i)                        | Anul publicării | Gen                                      | Observații |
| --- | ------------------------------- | --------------- | ---------------------------------------- | --- |
| Jane Eyre | Amy Corzine și Charlotte Brontë | 1847            | roman                                    | Romanul a fost cenzurat pentru că a fost considerat periculos pentru tinerii din China în timpul Revoluției Culturale. |
| Alice în Țara Minunilor | Lewis Carroll                   | 1865            | carte de copii/aventuri                  | Începând cu anul 1931, cartea a fost interzisă în provincia Hunan de către Kuomintang (Partidul Naționalist al Chinei), din pricina animalelor antropomorfizate, care au același comportament complex ca ființele umane. Generalul Ho Chien a considerat aceasta o insultă pentru oameni. S-a temut că această carte îi va învăța pe copii să creadă că oamenii și animalele sunt la fel, ceea ar avea, în opinia sa, un rezultat „dezastruos”.  |
| diverse opere | Shen Congwen (1902–1988)        |                 | romane                                   | Scriitorul a fost denunțat atât de comuniști, cât și de naționaliști. Scrierile sale au fost interzise în Taiwan, iar în China i-au fost arse cărțile. Aproape toate documentele referitoare la el au fost distruse, încât foarte puțini chinezi știu cine a fost. |
| Life and Death in Shanghai | Nien Cheng                      | 1986            | autobiografie                            | Cartea relatează experiența personală a autoarei din timpul Revoluției Culturale. |
| Soul Mountain | Gao Xingjian                    | 1989            | roman                                    | Pentru această carte, Gao Xingjian a câștigat Premiul Nobel pentru literatură în 2000, însă toate cărțile sale au fost interzise pentru că au criticat comunismul în China. |
| White Snow, Red Blood | Zhang Zhenglong                 | 1989            | non-ficțiune                             | A fost interzisă în 1990, iar atât autorul, cât și editorii au fost închiși pentru că au publicat această carte, care includea informații despre atrocitățile comise de Armata Roșie în timpul asediului din Changchun și despre contrabanda de opiu făcută de către liderul de rang înalt al Partidului Wang Zhen în timpul Războiului Civil Chinez, De asemenea, s-a afirmat că prezentarea incidentului de avion Lin Biao ar fi fost inexact. |
| Wild Swans: Three Daughters of China                                                                                               | Jung Chang                      | 1991            | istoria unei familii                     | Cartea vorbește despre revoltele politice brutale din China și epurările Revoluției Culturale. |
| Yellow Peril | Wang Lixiong                    | 1991            | roman                                    | Cartea a fost interzisă deoarece conțin episoade ale unui colaps fictiv al guvernării comuniste chineze. |
| Zhuan Falun | Li Hongzhi                      | 1993            | carte spirituală/politică                | Interzisă în cea mai mare parte din China |
| The Private Life of Chairman Mao                                                                                                   | Li Zhisui                       | 1994            | memorii                                  | Interzisă pentru că cercetează viața privată a lui Mao. |
| Biblia unui om | Gao Xingjian                    | 1999            | roman                                    | Toate operele lui Gao Xingjian au fost interzise pentru că au criticat comunismul în China. |
| How the Red Sun Rose: The Origins and Development of the Yan'an Rectification Movement, 1930-1945                                  | Gao Hua                         | 2000            | istorie                                  | Interzisă pentru că a expus în detaliu implicarea lui Mao Zedong în Mișcarea politică din Yan'an și luptele interne din cadrul Partidului Comunist Chinez. |
| Shanghai Baby | Wei Hui                         | 2000            | roman semi-autobiografic                 | Romanul a fost ars pe stradă, iar editura care l-a publicat a fost închisă trei luni din cauza conținutului sexual și legat de droguri al cărții. Guvernul l-a numit „imoral”. În plus, alți scriitori l-au acuzat pe autor de plagiat. |
| The Tiananmen Papers | ediție realizată de Zhang Liang | 2001            | culegere de documente oficiale din China | Au existat controverse legate de autenticitatea documentelor din carte. |
| Candy | Mian Mian                       | 2003            | roman                                    | A fost interzis de guvernul chinez deoarece reprezenta un exemplu de „poluare spirituală”. |
| Death Note | Tsugumi Ohba                    | 2003-2006       | serie manga japoneză                     | Oficial a fost interzisă, însă circulă în continuare copii piratate. |
| Zhou Enlai: The Last Perfect Revolutionary                                                                                         | Gao Wenqian                     | 2003-2008       | biografie                                | Interzis în China. |
| Buying a Fishing Rod for My Grandfather                                                                                            | Gao Xingjian                    | 2004            | antologie de povestiri                   | Toate operele lui Gao Xingjian au fost interzise pentru că au criticat comunismul în China. |
| I Love My Mum | Chen Xiwo                       | 2004            | text politic                             | Relațiile dintre cetățenii chinezi și guvern sunt prezentate metaforic drept o serie de relații sexuale extreme între un bărbat cu retard cognitiv și mama lui. |
| Will the Boat Sink the Water | Chen Guidi și Wu Chuntao        | 2004            | studiu academic                          | Interzis pentru că a prezentat protestele țăranilor. S-au vândut aproximativ 7 milioane de copii piratate, deși a fost interzis aproape imediat de departamentul chinez de propagandă. |
| Mao: Povestea neștiută | Jung Chang                      | 2005            | text politic                             | A fost interzis pentru că îl descrie pe președintele Mao Zedong drept lider fascist care acționează împotriva poporului. De asemenea, au fost interzise și recenziile cărții. |
| Lingren Wangshi | Zhang Yihe                      | 2005            | non-ficțiune                             | Cartea, care documentează experiența artiștilor de la Opera din Peking în timpul Anti-Rightist Campaign și al Revoluției Culturale, a fost interzisă de Administrația Generală a Presei și a Publicațiilor din China. |
| Dream of Ding Village | Yan Lianke                      | 2006            | roman                                    | Interzis pentru că a vorbit despre SIDA în China rurală. Ulterior, interdicția a fost anulată. |
| Slujiți poporul! | Yan Lianke                      | 2008            | roman                                    | Interzis pentru critica lui Mao Zedung și conținut sexual. |
| Mormintele: Marea foamete din China, 1958-1962 (tiltu original墓碑, transliterat Mu Bei)                                           | Yang Jisheng                    | 2008            | text istoric                             | Publicat în Hong Kong, interzis pentru că a vorbit despre Marea Foamete din China. |
| Big River, Big Sea — Untold Stories of 1949                                                                                        | Lung Ying-tai                   | 2009            | non-ficțiune                             | În Taiwan și Hong Kong s-au vândut peste 100.000 de exemplare, respectiv, peste 10.000, însă în cea mai mare parte din China s-au interzis discuțiile despre carte imediat după lansare. |
| Prizonierul statului | Zhao Ziyang                     | 2009            | carte de memorii                         | Cartea a fost interzisă, cuprinde memoriile fostuluipremier al Republicii Populare Chineze, vicepreședinte și secretar general al Partidului Comunist Chinez. |
| Cel mai bun actor al Chinei: Wen Jiabao                                                                                            | Yu Jie                          | 2010            | text politic                             | Publicat în Hong Kong și interzis în China. În 2012 autorul s-a mutat în SUA. |
| Mit sângeros: o relatare a masacrului Revoluției Culturale din 1967 în Daoxian, Hunan (血的神话: 公元1967年湖南道县文革大屠杀纪实) | Tan Hecheng                     | 2012            | non-ficțiune                             | Povestește crimele dintr-un district rural chinez în timpul Revoluției Culturale a lui Mao Zedong. |
| Moving Away from the Imperial Regime                                                                                               | Qin Hui                         | 2015            | text politic                             | Cartea a fost interzisă deoarece explorează promisiunea neîndeplinită a unei democrații constituționale, iar un alt istoric a sugerat că ar fi fost interzisă din cauza menționării ciclului dinastic chinez. |
| Capital and Ideology | Thomas Piketty                  | 2019            | text economic                            | Interzisă deaorece prezintă inegalitatea veniturilor în China și pentru că nu a acceptat cenzura unei versiuni traduse. |
| Unfree Speech: The Threat to Global Democracy and Why We Must Act, Now                                                             | Joshua Wong                     | 2020            | text politic                             | Cenzurată deoarece incită la secesiune. A fost eliminată din biblioteci prin legea siguranței naționale din Hong Kong. |
| The Chongzhen Emperor: Diligent Ruler of a Failed Dynasty                                                                          | Chen Wutong                     | 2023            | text istoric                             | Cenzurată din cauza comparației între ultimul împărat al dinastiei Ming, împăratul Chongzhen, și Xi Jinping. |

## Cehoslovacia
| Titlu            | Autor(i)      | Anul publicării | Gen            | Observații                                                          |
| ---------------- | ------------- | --------------- | -------------- | ------------------------------------------------------------------- |
| Boala albă       | Karel Čapek   | 1967            | piesă politică | Interzis de guvernul celei de-a doua Republici Cehoslovace în 1938. |
| Ferma animalelor | George Orwell | 1968            | roman politic  | Interzis de guvern în 1948.                                         |

## Coreea de Sud
| Titlu                                                                       | Autor(i)                             | Anul publicării | Gen          | Observații |
| --------------------------------------------------------------------------- | ------------------------------------ | --------------- | ------------ | --- |
| Year 501: The Conquest Continues                                            | Noam Chomsky                         | 2000            | text politic | A fost interzisă distribuirea acestor cărți în regimul militar din Coreea de Sud, făcând parte din cele 23 de cărți interzise pe 1 august 2008, de Ministerul Apărării Naționale al Coreei de Sud, ca reacție la o informație potrivit căreia cărțile urmau a fi distribuite masiv soldaților de către Hanchongnyon, o asociație pro Coreea de Nord. Cărțile respective au fost împărțite în trei categorii: 11 pentru că lăudau Coreea de Nord. 10 pentru conținut anti-guvern/anti-american și 2 pentru anti-capitalism. |
| What Uncle Sam Really Wants                                                 | Noam Chomsky                         | 2007            | text politic | A fost interzisă distribuirea acestor cărți în regimul militar din Coreea de Sud, făcând parte din cele 23 de cărți interzise pe 1 august 2008, de Ministerul Apărării Naționale al Coreei de Sud, ca reacție la o informație potrivit căreia cărțile urmau a fi distribuite masiv soldaților de către Hanchongnyon, o asociație pro Coreea de Nord. Cărțile respective au fost împărțite în trei categorii: 11 pentru că lăudau Coreea de Nord. 10 pentru conținut anti-guvern/anti-american și 2 pentru anti-capitalism. |
| Guerillas of the Kingdom of Samsung                                         | Pressian                             | 2008            | text politic | A fost interzisă distribuirea acestor cărți în regimul militar din Coreea de Sud, făcând parte din cele 23 de cărți interzise pe 1 august 2008, de Ministerul Apărării Naționale al Coreei de Sud, ca reacție la o informație potrivit căreia cărțile urmau a fi distribuite masiv soldaților de către Hanchongnyon, o asociație pro Coreea de Nord. Cărțile respective au fost împărțite în trei categorii: 11 pentru că lăudau Coreea de Nord. 10 pentru conținut anti-guvern/anti-american și 2 pentru anti-capitalism. |
| Auf Der Universität                                                         | Theodor Storm                        | 1999            | text politic | A fost interzisă distribuirea acestor cărți în regimul militar din Coreea de Sud, făcând parte din cele 23 de cărți interzise pe 1 august 2008, de Ministerul Apărării Naționale al Coreei de Sud, ca reacție la o informație potrivit căreia cărțile urmau a fi distribuite masiv soldaților de către Hanchongnyon, o asociație pro Coreea de Nord. Cărțile respective au fost împărțite în trei categorii: 11 pentru că lăudau Coreea de Nord. 10 pentru conținut anti-guvern/anti-american și 2 pentru anti-capitalism. |
| Die Globalisierungsfalle: Der Angriff auf Demokratie und Wohlstand          | Hans-Peter Martin și Harald Schumann | 2003            | text politic | A fost interzisă distribuirea acestor cărți în regimul militar din Coreea de Sud, făcând parte din cele 23 de cărți interzise pe 1 august 2008, de Ministerul Apărării Naționale al Coreei de Sud, ca reacție la o informație potrivit căreia cărțile urmau a fi distribuite masiv soldaților de către Hanchongnyon, o asociație pro Coreea de Nord. Cărțile respective au fost împărțite în trei categorii: 11 pentru că lăudau Coreea de Nord. 10 pentru conținut anti-guvern/anti-american și 2 pentru anti-capitalism. |
| Bad Samaritans: The Myth of Free Trade and the Secret History of Capitalism | Ha-Joon Chang                        | 2007            | non-ficțiune | A fost interzisă distribuirea acestor cărți în regimul militar din Coreea de Sud, făcând parte din cele 23 de cărți interzise pe 1 august 2008, de Ministerul Apărării Naționale al Coreei de Sud, ca reacție la o informație potrivit căreia cărțile urmau a fi distribuite masiv soldaților de către Hanchongnyon, o asociație pro Coreea de Nord. Cărțile respective au fost împărțite în trei categorii: 11 pentru că lăudau Coreea de Nord. 10 pentru conținut anti-guvern/anti-american și 2 pentru anti-capitalism. |
| One Spoon on This Earth                                                     | Hyun Ki-young                        | 1999            | roman        | A fost interzisă distribuirea acestor cărți în regimul militar din Coreea de Sud, făcând parte din cele 23 de cărți interzise pe 1 august 2008, de Ministerul Apărării Naționale al Coreei de Sud, ca reacție la o informație potrivit căreia cărțile urmau a fi distribuite masiv soldaților de către Hanchongnyon, o asociație pro Coreea de Nord. Cărțile respective au fost împărțite în trei categorii: 11 pentru că lăudau Coreea de Nord. 10 pentru conținut anti-guvern/anti-american și 2 pentru anti-capitalism. |
| Slots                                                                       | Shin Gyeong-jin                      | 2007            | roman        | Interzis într-un lot de 19 cărți care în 2011 au fost adăugate listei anterioare din 2008, toate în categoria anti-capitalism. |
| Respect: Everything a Guy Needs to Know About Sex                           | Inti Chavez Perez                    | 2020            | non-ficțiune | În 2024 Ministerul Culturii, Sportului și Turismului din Coreea de Sud a interzis această carte persoanelor sub 19 ani în biblioteci, școli și librării. Cartea a fost raportată ca parte dintr-o campanie împotriva cărților despre educație sexuală. |

## Egipt
| Titlu                                                                                          | Autor          | Anul publicării | Gen   | Observații |
| ---------------------------------------------------------------------------------------------- | -------------- | --------------- | ----- | --- |
| A Feast for the Seaweeds (în arabă: وليمة لأعشاب البحر, romanizat: Walimah li A'ashab al-Bahr) | Haidar Haidar  | 1983            | roman | Cartea a fost interzisă în Egipt și în alte state arabe, iar retipărirea ei în Egipt în 2000 a provocat indignarea clericilor de la Universitatea Al-Azhar. Clericii au solicitat emiterea unei fatwa care să înterzică romanul și l-au acuzat pe Haidar de erezie și jignirea islamului. Studenții Universității Al-Azhar au protestat masiv, iar în cele din urmă cartea a fost confiscată. |
| Versetele satanice                                                                             | Salman Rushdie | 1988            | roman | Intezis pentru blasfemie la adresa islamului. |

## El Salvador
| Titlu                                            | Autor          | Anul publicării | Gen   | Observații                                                                         |
| ------------------------------------------------ | -------------- | --------------- | ----- | ---------------------------------------------------------------------------------- |
| One Day of Life (în spaniolă: Un Dia en la Vida) | Manlio Argueta | 1980            | roman | Intezis pentru descrierea unor situații în care au fost violate drepturile omului. |

## Emiratele Arabe Unite
| Titlu                                     | Autor                                        | Anul publicării | Gen             | Observații |
| ----------------------------------------- | -------------------------------------------- | --------------- | --------------- | --- |
| Ferma animalelor                          | George Orwell                                | 1945            | nuvelă politică | În 2002, a fost interzisă în școlile din Emiratele Arabe Unite deoarece conținea texte sau imagini împotriva valorilor islamice, mai ales în ceea ce privește personajul antropomorfizat al porcului, ca lider al fermei. Cenzura a fost ulterior anulată. |
| Goat Days (titlu original: Aadujeevitham) | Benny Daniel (Benyamian) & Joseph Koyippally | 2008            | roman           | |

## Eritreea
| Titlu                                                                 | Autor          | Anul publicării | Gen       | Observații                                                                                                   |
| --------------------------------------------------------------------- | -------------- | --------------- | --------- | --- |
| I Didn't Do It for You: How the World Betrayed a Small African Nation | Michela Wrong  | 2005            | istorie   | Interzisă în Eritrea în 2014 pentru critica la adresa președintelui Isaias Afewerki.                         |
| My Father's Daughter                                                  | Hannah Pool    | 2005            | biografie | Interzisă în Eriteea în 2014 din cauza conținutului politic.                                                 |
| Scouting for the Reaper                                               | Jacob M. Appel | 2014            | ficțiune  | Interzisă în Eritrea în 2014 pentru critica drepturilor civile sub conducerea președintelui Isaias Afewerki. |

## Filipine
| Titlu | Autor             | Anul publicării | Gen                  | Observații |
| --- | ----------------- | --------------- | -------------------- | --- |
| Noli Me Tángere | Jose Rizal        | 1887            | roman                | Interzise în Filipine de autoritățile coloniale spaniole pentru critica adusă guvernului spaniol. |
| El filibusterismo | Jose Rizal        | 1891            | roman                | Interzise în Filipine de autoritățile coloniale spaniole pentru critica adusă guvernului spaniol. |
| Dictatura conjugală a lui Ferdinand și Imelda Marcos                                                                                                | Primitivo Mijares | 1976            | non-ficțiune         | Interzisă în timpul Legii Marțiale pentru critica la adresa președintelui Ferdinand Marcos. |
| Povestea nespusă a Imeldei Marcos | Carmen Pedrosa    | 1969            | biografie            | Interzisă în 1972, la scurt timp după instaurarea Legii Marțiale sub conducerea președintelui Ferdinand Marcos. Această biografie „neautorizată” a fost interzisă pentru descrierea extravaganței primei-doamne Imelda Marcos.                                                                                     |
| Tawid diwa sa pananagisag ni Bienvenido Lumbera: Ang Bayan, ang Nanunulat at ang Magasing Sagisag sa Imahinatibong Yugto ng Batas Militar 1975–1979 | Dexter Cayanes    | 2010            | lucrare de cercetare | O cercetare asupra operelor literare ale lui Bienvenido Lumbera, care a fost întemnițat în timpul Legii Marțiale instaurate de președintele Ferdinand Marcos. A fost interzisă din biblioteci publice și din școli în 2022 de către KWF (Comisia pentru limba filipineză), fiind considerată împotriva guvernului. |
| Teatro Political Dos | Malou Jacob       |                 |                      | Interzise din biblioteci publice și din școli în 2022 de către KWF (Comisia pentru limba filipineză), fiind considerată împotriva guvernului. Cărțile fuseseră publicate de aceeași Comisie. |
| Kalatas: Mga Kuwentong Bayan at Kuwentong Buhay | Rommel Rodriguez  |                 |                      | Interzise din biblioteci publice și din școli în 2022 de către KWF (Comisia pentru limba filipineză), fiind considerată împotriva guvernului. Cărțile fuseseră publicate de aceeași Comisie. |
| May Hadlang ang Umaga | Don Pagusara      |                 |                      | Interzise din biblioteci publice și din școli în 2022 de către KWF (Comisia pentru limba filipineză), fiind considerată împotriva guvernului. Cărțile fuseseră publicate de aceeași Comisie. |
| Labas: Mga Palabas ng Sentro | Reuel Aguilla     |                 |                      | Interzise din biblioteci publice și din școli în 2022 de către KWF (Comisia pentru limba filipineză), fiind considerată împotriva guvernului. Cărțile fuseseră publicate de aceeași Comisie. |

## Franța
| Titlu                 | Autor                      | Anul publicării | Gen          | Observații |
| --------------------- | -------------------------- | --------------- | ------------ | --- |
| Les Mœurs             | François-Vincent Toussaint | 1748            | roman        | Interzis oficial în Franța în 1748, imediat după lansare. |
| Lolita                | Vladimir Nabokov           | 1955            | roman        | Interzis pentru obscenitate. |
| Suicide mode d'emploi | Claude Guillon             | 1982            | instrucțiuni | Cartea, care cuprinde rețete de sinucidere, a cauzat un scandal în Franța în anii 1980, care a avut drept rezultat promulgarea unei legi de interzicere a promovării ideii de sinucidere și a oricăror produse publicitare, obiecte sau metode de sinucidere. Reeditările au fost declarate ilegale. Titlul cărții a fost citat în sesiunile organizate pe această temă de Adunarea Națională a Franței. |

## România, cărți interzise:
BIRTA 44 (2025):                                      بيرتا، إيفان - رسالة إسلامية عن فتح مكة.
            الطبعة: كتب محظورة من قبل الأكاديمية الرومانية؛ .طبعة بخمس لغات، منقحة ومضافة        
BIRTA, Ivan - Islamic Treatise on the Conquest of Mekka. Five-language edition, revised and added. Edition: Books banned by the Romanian Academy (of Sciences and Arts);
Die Eroberung von Mekka. Fünfsprachige Auflage, überarbeitet und erweitert. Ausgabe: Verbotene Bücher der Rumänischen Akademie (der Wissenschaften und Künste); 
Cucerirea Meccăi. Ediție pentalingvă, revizuită și adăugită. Din seria:  Cărți  interzise de  Academia Română (de Științe și Arte); 
Osvajanje Meke. Petojezično izdanje, prerađeno i prošireno; Izdanje: Zabranjena dela Rumunske Akademije (nauka i umetnosti). Berlin. ;برلين